# Povstání knížete z An-chua
Povstání knížete z An-chua je označení pro vzpouru Ču Č’-fana, knížete komanderie z An-chua, proti vládě mingského císaře Čeng-te. Povstání s centrem v Ning-sia, velitelství jedné z devíti vojenských oblastí na hranici čínské říše Ming s Mongolskem, začalo 12. května a zhroutilo se po 18 dnech 30. května 1519, kdy skupina provládních vojáků v čele s generálem Čchiou Jüem, která se předstíraně přidala k povstalcům, obsadila palác knížete z An-chua a jeho samého zajala.

## Kníže z An-chua a situace v Ning-sia
Ču Č’-fan byl člen dynastie Ming. Patřil k potomkům Ču Čana, knížete z Čching a šestnáctého syna Chung-wua, zakladatele a prvního císaře říše Ming. Roku 1492 zdědil titul knížete komanderie z An-chua. Sídlil v Ning-sia, centru jednoho z pohraničních regionálních velitelství podél hranic říše Ming s Mongolskem. V Ning-sia byl jedním ze šesti knížat komanderie a mezi několika stovkami potomků Ču Čana žijícími v Ning-sia patřil mezi nejvýše postavené.
V čele členů císařského rodu v Ning-sia stál kníže z Čching. Celkové velení v Ning-sia měli regionální velitel (voják), velký obránce (eunuch) a velký koordinátor (civilní úředník). Poslední dva též dohlíželi na členy císařského rodu. Rozdělení mocí a vzájemný dozor bylo prevencí před přílišnou nezávislostí regionu.
Eunuch Liou Ťin, který byl od roku 1507 nejvlivnějším mužem mingské vlády, inicioval finanční reformy, jejichž cílem bylo zvýšení státních příjmů. Mezi jinými i organizoval důsledné vymáhání daňových nedoplatků a zvyšovaní povinností a odvodů placených vojenskými domácnostmi, což v severním pohraničí říše Ming vyvolávalo neklid.
Ču Č’-fan mezi svými důvěrníky Liou Ťina kritizoval, nicméně do roku 1510 zůstalo jen u slov. Důvěrníci knížete byli vesměs důstojníky posádky Ning-sia, například Che Ťin (何錦), který dosáhl povýšení na regionálního vojenského komisaře pomocí příspěvku odevzdaném státu (270 liangů, 10 kg, stříbra), na který si půjčil od knížete. Dalším byl Čou Ang (周昂), který dosáhl stejné hodnosti stejnou cestou (tentokrát šlo o 200 liangů). K okruhu kolem knížete patřili též členové džentry: student místní konfuciánské školy Sun Ťing-wen (孫景文) a několik bývalých studentů; kníže naslouchal i šamankám.

## Povstání
V březnu 1510 přijeli o Ning-sia pověřenci vlády, místopředseda Velkého odvolacího soudu Čou Tung (大理少卿 周東), eunuch Li Ceng (李增) a velký koordinátor An Wej-süe (巡撫 都御史 安惟學), kteří měli za úkol revizi (to jest zvýšení) daňových povinností vojenských domácností. Che Ťin a Sun Ťing-wen v tom viděli příležitost k získání podpory pro revoltu a skutečně přesvědčili řadu důstojníků, mimo jiné Sü Čchina (徐欽).
Vzpouru Ču Č’-fan zahájil 12. května 1510, když pozval nejvyšší civilní a vojenské představitele oblasti – Li Cenga, regionálního velitele Ťiang Chana (姜漢) a eunucha pro dozor nad střelnými zbraněmi (監槍) Čeng Kuanga (鄭廣) na banket ve svém paláci, při němž je knížecí ozbrojenci zabili. Týž den vzbouřenci obsadili důležité úřední budovy ve městě a zabili Čou Tunga, An Wej-süea, regionálního vojenského komisaře Jang Čunga (楊忠) a další hodnostáře; osvobodili také vězně v městské věznici. Někteří níže postavení úředníci uprchli, zastrašená většina však od 13. května začala sloužit knížeti. Ču Č’-fan též vyzval k poslušnosti velitele posádek v okolí, především zástupce regionálního velitele Jang Jinga (杨英) a velitele jezdeckého sboru Čchiou Jüea (仇钺). Oba stáli před nelehkým rozhodováním – jejich rodiny se totiž nacházely ve městě. Čchiou Jüe se týž den vrátil do města, předal své vojáky pod velení Čou Anga, Che Ťina, a Ting Kuanga (丁廣, další z důstojníků z okolí knížete), aby získal důvěru rebelů, načež se prohlásil nemocným a zůstal doma. 
Kníže zatím zabral úřední pokladnice a vybral nemalé příspěvky od přítomných členů císařského rodu. Také vydal prohlášení, které vysvětlovalo vzpouru jako vystoupení na obranu dynastie a říše proti zrádnému Liou Ťinovi, a rozšiřoval je po okolí. Ve městě udržoval pořádek – popravil několik důstojníků a vojáků za plenění.
Vládní oddíly zahájily akce 20. května – regionální velitel Cchao Siung (曹雄) přivedl přes 2400 jezdců do Ling-čou (odděleném od Ning-sia Žlutou řekou), Další oddíl se usadil naproti městu Ning-sia na opačném (lingčouském) břehu Žluté řeky a zablokoval přepravu po řece. V Jen-suej (velké posádce na východě, v provincii Šen-si) 20. května tamní generálové rozhodli o soustředění 5000 vojáků k potlačení vzpoury. Dne 21. května vybraná skupina z oddílu strážícího Žlutou řeku ji překročila, zaútočila na jednotku vzbouřenců strážící přístav Ning-sia, ukořistila 17 lodí a zbraně a vrátila se na lingčouský břeh.
Čchiou Jüe zatím předstíral nemoc a dával dohromady skupinu věrných důstojníků. Snažil se též přesvědčit (mimo jiné falešnými zprávami jeho důstojníků) knížete a jeho důvěrníky, že hrozí nebezpečí útoku vládních vojsk. Ti proto rozptýlili většinu svých oddílů podél Žluté řeky a na přístupech k městu, přičemž ve městě samém zůstalo jen málo vojáků.
Čchiou Jüe 30. května opět odmítl přijít ke knížeti, ten k němu vyslal na kontrolu Čou Anga. Čchiou Jüe ho zabil a se stovkou mužů zaútočil na knížecí palác, který obsadil, přitom zabil několik tuctů rebelů, včetně Sun Ťing-wena. Kníže padl do zajetí, řadoví povstalci se vzdali. Zajetí knížete Čchiou Jüe neprodleně oznámil i loajalistům (Cchao Siungovi) i povstalcům, aby podlomil jejich morálku. Che Ťin, Ting Kuang a několik dalších se rozhodli uprchnout do Mongolska, ale byli 31. května zajati hlídkou. Sü Čchin stejný den padl na útěku. Týž den vojáci Jang Jinga překročili Žlutou řeku a vstoupili do města, 1. června se přes řeku přeplavily i jednotky Cchao Siunga a v boji vyčistily město od povstalců. Likvidace všech povstaleckých oddílů v okolí však zabrala ještě několik dní.

## Reakce pekingské vlády
Poté, co zpráva o vzpouře dospěla do Pekingu, císař Čeng-te po poradě se sekretáři a ministry přijal komplexní soubor opatření. K řízení boje proti vzpouře vyslal na místo Šen Jinga (神英), hraběte z Ťing-jang (涇陽伯), a ředitele kontrolního úřadu Jang I-čchinga (楊一清). Oba dlouho a úspěšně sloužili na severozápadních hranicích i přímo v Ning-sia a vláda očekávala, že využijí své znalosti prostředí i osobní svazky s místními důstojníky. Současně císař povýšil řadu důstojníků ningsiaské oblasti, včetně Čchiou Jüea. Také vydělil 300 tisíc liangů (11,2 tuny) stříbra pro vojáky z Ning-sia, s tím, že každý povstalecký voják, který se vrátí na stranu vlády, dostane jeden liang (37,3 g); 2. června vyhlásil rozsáhlou amnestii pro vzbouřence (netýkala se několika nejtěžších zločinů), zrušil nové úpravy daní pro vojenské rolníky v Ning-sia a odpustil jim dlužné daně. Také amnestoval méně závažné trestné činy knížat v celé říši. Téhož 2. června pověřil eunucha Čang Junga dohledem nad vojenskými záležitostmi Ning-sia a vyslal ho tam v čele 30 tisíc mužů z posádky metropole. Bylo to poprvé v říši Ming, co měl eunuch samostatné velení nad armádou. Současně na doporučení Jang I-čchinga byl do Süan-fu, Ta-tchungu, a Jen-suej poslán milion liangů stříbra na úhradu nákladů spojených s pohyby vojsk.
O zajetí knížete se vláda v Pekingu dozvěděla 15. června ze zprávy Cchao Siunga. Jang I-čching se o konci vzpoury dozvěděl ještě během cesty na místo, a z obavy, že nyní nepotřebné pekingské vojsko způsobí víc škody než užitku, naléhal na jeho odvolání, což císař schválil 23. června. 14. července se Jang I-čching a Čang Jung setkali v Ling-čou na cestě do Ning-sia. Zorganizovali rozsáhlé vyšetření okolností vzpoury, během něhož zatkli několik set lidí. Přijali řadu opatření k uklidnění situace, včetně odškodnění rodin obětí (po pěti lianzích stříbra) a zraněných (třemi liangy).
Čang Jung zajaté vzbouřence odvezl do Pekingu, kam přijel 13. září. Necelá stovka rebelů byla popravena, 190 (včetně rodinných příslušníků popravených) odesláno do vzdálených pohraničních posádek. Ču Č’-fanovi císař Čeng-te dovolil spáchat sebevraždu. Kníže z Čching podle vyšetřování nesplnil své povinnosti hlavy rodu v místě, naopak byl loajální k Ču Č’-fanovi a daroval mu 10 tisíc liangů stříbra; císař přesto knížeti z Čching zachoval přízeň a daroval mu nemalé množství zlata a stříbra. Později však císař názor změnil a donutil ho k vrácení darů. Navíc zrušil jeho osobní gardu a omezil jeho příjmy a příjmy níže postavených členů císařského rodu z Ning-sia. Vojáci podílející se na likvidaci povstání byli odměněni, Čchiou Jüe obdržel titul hraběte z Sien-ning (咸寧).
Během tažení Jang I-čching přesvědčil Čang Junga k vystoupení proti Liou Ťinovi (namluvil mu, že je ve smrtelném nebezpečí, protože Liou Ťin připravuje převrat). Čang Jung pak v září 1510 ve spojení s dalšími eunuchy Liou Ťina svrhl.